# Alemitu Bekele
Pour les articles homonymes, voir Bekele.
Alemitu Bekele Degfa (née le 17 septembre 1977 dans la région du Choa, Éthiopie) est une athlète éthiopienne, naturalisée turque, spécialiste des courses de demi-fond et de fond.

## Biographie
Après avoir représenté l'Éthiopie à six reprises (en gagnant des médailles pour son équipe à chaque fois) lors des Championnats du monde de cross-country de 1991 à 1999, Alemitu Bekele s'installe en Turquie en changeant son nom en Alemitu Çolakoğlu. Elle revient aux compétitions pour la Turquie en 2007 après la naissance d'un enfant.
En 2008, Alemitu Bekele se classe septième de la finale du 5 000 mètres des Jeux olympiques d'été de Pékin avec le temps de 15 min 48 s 48. Elle remporte en début d'année 2009 la médaille d'or du 3 000 m lors des Championnats d'Europe en salle de Turin, améliorant son record personnel en 8 min 48 s 50. Alignée sur deux épreuves aux mondiaux de Berlin, elle est éliminée en séries du 1 500 m et se classe par ailleurs 13e du 5 000 m.
Le 1er août 2010, la Turque remporte la finale du 5 000 mètres lors des Championnats d'Europe de Barcelone, établissant un nouveau record de la compétition avec le temps de 14 min 52 s 20. Elle devance notamment sa compatriote Elvan Abeylegesse, vainqueur de l'épreuve du 10 000 mètres quelques jours plus tôt. Quelques années plus tard, elle est cependant disqualifiée de cette épreuve pour dopage.

## Performances
Ses meilleurs temps sont :
- 1 500 mètres : 4 min 6 s 32 à Istanbul le 21 juin 2008
- 5 000 mètres : 15 min 5 s 85 à Izmir le 31 mai 2008.

## Palmarès
| Date | Compétition                    | Lieu      | Résultat | Épreuve |
| ---- | ------------------------------ | --------- | -------- | ------- |
| 2008 | Jeux olympiques                | Pékin     | 6e       | 5 000 m |
| 2009 | Championnats d'Europe en salle | Turin     | 1re      | 3 000 m |
| 2010 | Championnats d'Europe          | Barcelone | DQ       | 5 000 m |
| 2010 | Coupe continentale             | Split     | 2e       | 3 000 m |